# Бєлашова Катерина Федорівна
Катерина Федорівна Бєлашо́ва (дошлюбне прізвище — Алексєєва; рос. Екатерина Фёдоровна Белашова; 2 грудня 1906, Санкт-Петербург — 9 травня 1971, Москва) — російський радянський скульптор і педагог; член Спілки художників СРСР з 1933 року (її секретар у 1957—1968 роках та перший секретар у 1968—1971 роках); член-кореспондент Академії мистецтв СРСР з 1964 року. Дружина скульптора Михайла Бєлашова, мати скульптора Олександра Бєлашова.

## Біографія
Народилася 19 листопада [2 грудня] 1906 року в місті Санкт-Петербурзі (нині Російська Федерація). Протягом 1916—1924 років мешкала і навчалася в школі в селі Торошковичах (нині Ленінградська область). У 1923—1924 роках навчалася в Ленінградському художньо-промисловому технікумі у Всеволода Лішева; у 1926—1930 роках продовжила навчання у Вищому художньо-технічному інституті у Роберта Баха, Олександра Матвєєва, Василя Симонова. Дипломна робота — проєкт пам'ятника Михайлу Фрунзе. У 1930—1932 займалася в аспірантурі Інституту пролетарського зображувального мистецтва у Олександра Матвєєва.
З 1933 року — у Москві. Протягом 1933—1937 років викладала у Студії підвищення кваліфікації скульпторів імені Миколи Андрєєва. Під час німецько-радянської війни у 1941—1942 роках мешкала у Свердловську, де працювала у військовому госпіталі. У квітні 1942 року повернулася до Москви, де протягом 1942—1952 років викладала на кафедрі скульптури у Московському інституті прикладного та декоративного мистецтва (доцент з 1947 року; професор з 1952 року) та протягом 1952—1965 років — у Московському художньо-промисловому училищі. Серед учнів: Ольга Мінькова, Ірина Сакович, Юлія Укадер, Луїза Штеренштейн, Іван Якунін.
Член ВКП(б) з 1945 року. У 1947—1949 роках — депутат Московської міської ради депутатів трудящих. У 1948 році в Парижі була делегатом Антифашистського комітету радянських жінок. 1960 року з групою художників відвідала Італію, Угорську Народну Республіку. 26 червня 1964 року в Москві виступала з промовою на відкритті ювілейної художньої виставки, присвяченої 150-річчю з дня народження Тараса Шевченка. У 1971 році була делегатом XXIV з'їзду КПРС.
Протягом 1965—1971 років мешкала в Москві в будинку на Петровсько-Разумовській алеї, № 8. Померла у Москві 9 травня 1971 року. Похована у Москві на Новодівичому цвинтарі (ділянка № 7).

## Творчість
Працювала переважно у галузі станкової скульптури, а також монументальної та монументально-декоративної скульптури. Серед робіт:
Станкова скульптура
- «Чоловічий портрет» (1934, гіпс, Державний Російський музей[4]);
- «Володимир Ленін юнак» (1938, теракота, Ульяновський обласний художній музей[3]);
- «Зіна» (1939, бронза);
- «Микола Добролюбов» (1942, гіпс; 1965, бронза);
- «Нескорена» (1943, гіпс, Новосибірський державний художній музей; 1957, бронза, Третьяковська галерея[4]);
- «Старий» (1944, гіпс; 1960, бронза, Третьяковська галерея);
- «Партизан» (1944, гіпс; 1965, бронза);
- «Ранок» (1945, гіпс, Латвійський національний художній музей[3]);
- «Антон Чехов» (1947, гіпс);
- «Дівчинка, яка лежить» (1947, гіпс; 1958, бронза, Національний музей «Київська картинна галерея»);
- «Зоя» (1948, гіпс; 1965, мармур);
- «Дівчинка, що надягає вінок» (1949, гіпс, фігура для фонтану);
- «Школярки» (1950, гіпс);
- «Донька» (1954, гіпс, Сімферопольський художній музей);
- «Мріяння» (1955, гіпс; 1958, мармур, Третьяковська галерея);
- «Боєць» (1957, бронза);
- «Олександр Пушкін» (1957, бронза, Державний музей О. С. Пушкіна[7]; 1962, бронза);
- «Надія Крупська» (1959, бронза, Самарський обласний художній музей; 1966, мармур);
- триптих «Цього забувати не можна» (1960, мармур, Донецький обласний художній музей[4]);
- «Ліда» (1961, мармур, Третьяковська галерея);
- «Олександр Пушкін 1837 рік» (1964, гіпс, Звенигородський історико-архітектурний і художній музей; 1966, бронза);
- «Моя дорога» (1964, гіпс; 1966, бронза, Третьяковська галерея[4]);
- «Пробудження» (1967, мармур, Пермська державна художня галерея)
- «Шопен» (1968, бронза, Музей Шопена у Варшаві; 1969, мармур).

Монументальні роботи:
пам'ятники
- Віктору Хользунову у Волгограді (1940, бронза, у співавторстві з Михайлом Бєлашовим[3], архітектор Василь Шалашов 48°42′6.8″ пн. ш. 44°31′4.5″ сх. д. / 48.701889° пн. ш. 44.517917° сх. д.);
- Сергію Спасокукоцькому у Москві на Ленінському проспекті, № 8—10 у саду перед будівлею Міської лікарні № 1 імені Миколи Пирогова (1947, бронза, граніт, спільно з Всеволодом Лішевим)[8][2];
- Олександру Пушкіну в Пушкінських Горах Псковської області (1959, бронза, граніт);
- Костянтину Треньову у Сімферополі (1960, бронза, кримський діорит 44°56′46″ пн. ш. 34°05′54″ сх. д. / 44.94620° пн. ш. 34.09827° сх. д.);
- Композиція «Скорботна мати» в місті Ачинську Красноярського краю (1965);
- Олександру Пушкіну в Москві на Бауманській вулиці біля будівлі школи № 353 (31 жовтня 1967, бронзове погруддя встановлене на високому чотиригранному гранітному п'єдесталі, архітектор Ю. О. Соколова)[9];
- Надії Крупській у Москві на Сретенському бульварі (встановлений 1 червня 1976 року, співавтор Олександр Бєлашов, архітектор Всеволод Воскресенський[10][7]).

Також авторка пам'ятників  Олександру Пушкіну на Кіпрі, в Аддис-Абебі (Ефіопія); Фредеріку Шопену в місті Желязовій Волі (Польща).
|                               |                               |                                |                            |
| Пам'ятник Віктору Хользунову. | Пам'ятник Олександру Пушкіну. | Пам'ятник Костянтину Треньову. | Пам'ятник Надії Крупській. |

надгробки на могилах
- художника Костянтина Юона на ділянці № 4 Новодівочого цвинтаря Москви (1959, камінь, архітектор Лев Холмянський)[2];
- скульпторки Ганни Голубкіної у Зарайську (1961, бронза, камінь)[2];
- оперної співачки Зої Лодій на Новодівичому цвинтарі Москви (1961, мармур, архітектор Лев Холмянський)[2];
- актора та режисера Олексія Попова на ділянці № 8 Новодівочого цвинтаря Москви (1965, камінь, архітектор Всеволод Воскресенський)[2];
- акторки Олександри Яблочкіної на ділянці № 3 Новодівочого цвинтаря Москви (1966, мармур, архітектор Всеволод Воскресенський)[2];
- художника Сергія Герасимова на ділянці № 6 Новодівочого цвинтаря Москви (1967, бронза, граніт, архітектор Всеволод Воскресенський)[2].

проєкти
- пам'ятника Василю Чапаєву (1930, гіпс, спільно з Михайлом Бєлашовим);
- композиції для входу на територію Палацу Рад у Москві (початок 1930-х, гіпс, спільно з Михайлом Бєлашовим);
- пам'ятника Герою Радянського Союзу льотчику Анатолію Сєрову (1941, гіпс);
- фрагмент «Скорбота» до композиції «Пам'яті жертв фашизму» (1945—1948, гіпс)[3];
- пам'ятника Олександру Пушкіну на місці дуелі на Чорній річці (1962, гіпс, архітектор Всеволод Воскресенський)[2].

Очолювала групу ленінградських скульпторів, які брали участь у Міжнародному конкурсі на проєкт пам'ятника Тарасу Шевченку в Харкові (1930).
Автока меморіальних дощок Олександрі Яблочкіній, Надії Крупській, Ганні Голубкіній у Москві (1957, мармур, граніт), Костянтину Юону в Москві (1961, бронза).
Брала участь у виставках з 1930 року, зокрема:
- «XV років РСЧА» (1933)4
- молодих художників-початківців Москви (1934);
- московських скульпторів (1937);
- «Молоді художники РРФСР» (1941);
- «Велика Вітчизняна війна» (1943);
- Всесоюзних художніх виставках (1945—1947, 1949, 1950, 1954, 1955, 1957, 1958, 1961, 1965);
- «50 років першої російської революції» (1956);
- «Москва соціалістична у творах московських художників» (1957);
- «Радянська Росія» (1960).

Персональні виставки її робіт відбулися у Москві у 1945, 1956 і 1966 роках.

## Відзнаки[2]
- Медаль «За доблесну працю у Великій Вітчизняній війні 1941—1945 рр.» (6 червня 1945);
- Срібна медаль Академії мистецтв СРСР (1958; за скульптуру «Мріяння»);
- Орден Трудового Червоного Прапора (7 березня 1960);
- Заслужений художник РРФСР (23 вересня 1961);
- Народний художник СРСР (12 квітня 1963);
- Орден Леніна (1966);
- Державна премія СРСР (1967; за серію скульптур «Мріяння», «Надія Костянтинівна Крупська», «Олександр Сергійович Пушкін»).

## Вшанування
В Москві, на будинку на Петровсько-Разумовській алеї, № 8, в якому мешкала скульпторка, встановлена меморіальна дошка.